# Escàpcia
La tribu Escàpcia (en llatí Scaptia) va ser una de les 35 tribus romanes amb dret de vot. El seu nom podria derivar de la regió de Scaptia al Latium. Segons Titus Livi, la tribu s'hauria constituït l'any 333 de la fundació de Roma.